# موگا تاکه‌واکی
موگا تاکه‌واکی (به ژاپنی: 竹脇無我 Takewaki Muga)؛( ۱۷ فوریهٔ ۱۹۴۴ – ۲۱ اوت ۲۰۱۱) یک هنرپیشه اهل ژاپن بود.